# Compétition féminine du pentathlon moderne aux Jeux olympiques d'été de 2008
Navigation
Édition précédente Édition suivante
L'épreuve féminine du pentathlon moderne des Jeux olympiques d'été de 2008 se déroule le 22 août.

## Médaillées
| Or              | Argent       | Bronze              |
| Lena Schöneborn | Heather Fell | Victoria Tereshchuk |

## Résultats
| Rang               | Athlète                 | Pays         | Tir Score (pts) | Escrime Victoires (pts) | Natation Temps (pts) | Équitation Temps (pts) | Combiné Temps (pts)   | Total |
| ------------------ | ----------------------- | ------------ | --------------- | ----------------------- | -------------------- | ---------------------- | --------------------- | ----- |
| Médaille d'or      | Lena Schöneborn         | Allemagne    | 177 (1060)      | 28 (1072)               | 2 min 16 s 91 (1280) | 68 s 05 (1172)         | 10 min 28 s 82 (1208) | 5792  |
| Médaille d'argent  | Heather Fell            | Biélorussie  | 185 (1156)      | 20 (880)                | 2 min 12 s 77 (1328) | 71 s 58 (1144)         | 10 min 19 s 28 (1244) | 5752  |
| DSQ                | Victoria Tereshchuk     | Ukraine      | 178 (1072)      | 22 (928)                | 2 min 13 s 97 (1316) | 70 s 10 (1088)         | 10 min 13 s 25 (1268) | 5672  |
| Médaille de bronze | Anastasiya Samusevich   | Biélorussie  | 187 (1180)      | 19 (856)                | 2 min 29 s 64 (1128) | 67 s 60 (1172)         | 10 min 04 s 46 (1304) | 5640  |
| 5                  | Chen Qian               | Chine        | 177 (1060)      | 20 (880)                | 2 min 18 s 58 (1260) | 68 s 65 (1200)         | 10 min 27 s 41 (1212) | 5612  |
| 6                  | Paulina Boenisz         | Pologne      | 183 (1132)      | 21 (904)                | 2 min 24 s 08 (1192) | 83 s 27 (1096)         | 10 min 20 s 95 (1240) | 5564  |
| 7                  | Katy Livingston         | Royaume-Uni  | 178 (1072)      | 17 (808)                | 2 min 15 s 68 (1292) | 67 s 28 (1172)         | 10 min 29 s 47 (1204) | 5548  |
| 8                  | Aya Medany              | Égypte       | 184 (1144)      | 22 (928)                | 2 min 15 s 69 (1292) | 71 s 78 (1004)         | 10 min 36 s 05 (1176) | 5544  |
| 9                  | Amélie Cazé             | France       | 177 (1060)      | 22 (928)                | 2 min 11 s 29 (1348) | 72 s 83 (1116)         | 10 min 59 s 82 (1084) | 5536  |
| 10                 | Xiu Xiu                 | Chine        | 183 (1132)      | 19 (856)                | 2 min 17 s 17 (1276) | 69 s 84 (1144)         | 11 min 06 s 31 (1056) | 5464  |
| 11                 | Belinda Schreiber       | Suisse       | 188 (1192)      | 18 (832)                | 2 min 16 s 96 (1280) | 66 s 82 (1172)         | 11 min 23 s 70 (988)  | 5464  |
| 12                 | Tatiana Mouratova       | Russie       | 179 (1084)      | 22 (928)                | 2 min 22 s 98 (1208) | 76 s 56 (1108)         | 10 min 49 s 35 (1124) | 5452  |
| 13                 | Donata Rimšaitė         | Lituanie     | 175 (1036)      | 17 (808)                | 2 min 20 s 57 (1236) | 67 s 38 (1088)         | 10 min 13 s 76 (1268) | 5436  |
| 14                 | Claudia Corsini         | Italie       | 184 (1144)      | 14 (736)                | 2 min 19 s 22 (1252) | 69 s 83 (1116)         | 10 min 40 s 01 (1160) | 5408  |
| 15                 | Laura Asadauskaitė      | Lituanie     | 175 (1036)      | 12 (688)                | 2 min 21 s 76 (1220) | 68 s 94 (1200)         | 10 min 18 s 95 (1248) | 5392  |
| 16                 | Lucie Grolichová        | Tchéquie     | 177 (1060)      | 23 (952)                | 2 min 19 s 78 (1244) | 60 s 79 (1060)         | 11 min 06 s 47 (1056) | 5372  |
| 17                 | Sylwia Czwojdzińska     | Pologne      | 174 (1024)      | 21 (904)                | 2 min 18 s 76 (1256) | 83 s 30 (1040)         | 10 min 52 s 41 (1112) | 5336  |
| 18                 | Yane Marques            | Brésil       | 185 (1156)      | 19 (856)                | 2 min 15 s 44 (1296) | 85 s 86 (948)          | 11 min 01 s 61 (1076) | 5332  |
| 19                 | Sheila Taormina         | États-Unis   | 173 (1012)      | 4 (496)                 | 2 min 08 s 86 (1376) | 71 s 54 (1200)         | 10 min 25 s 05 (1220) | 5304  |
| 20                 | Zsuzsanna Vörös         | Hongrie      | 182 (1120)      | 15 (760)                | 2 min 16 s 96 (1280) | 77 s 62 (1076)         | 11 min 04 s 30 (1064) | 5300  |
| 21                 | Margaux Isaksen         | États-Unis   | 171 (988)       | 15 (760)                | 2 min 20 s 30 (1240) | 71 s 59 (1144)         | 10 min 40 s 41 (1160) | 5292  |
| 22                 | Hanna Arkhipenka        | Biélorussie  | 180 (1096)      | 16 (784)                | 2 min 27 s 06 (1156) | 66 s 24 (1144)         | 10 min 53 s 23 (1108) | 5288  |
| 23                 | Jeļena Rubļevska        | Lettonie     | 181 (908)       | 27 (1048)               | 2 min 22 s 94 (1208) | 74 s 64 (980)          | 10 min 49 s 35 (1124) | 5268  |
| 24                 | Leila Gyenesei          | Hongrie      | 171 (988)       | 13 (712)                | 2 min 13 s 84 (1316) | 67 s 13 (1172)         | 11 min 02 s 35 (1072) | 5260  |
| 25                 | Evdokia Gretchichnikova | Russie       | 178 (1072)      | 20 (880)                | 2 min 26 s 37 (1164) | 70 s 17 (976)          | 10 min 43 s 65 (1148) | 5240  |
| 26                 | Galina Dolgushina       | Kazakhstan   | 176 (1048)      | 23 (952)                | 2 min 26 s 28 (1168) | 69 s 21 (1144)         | 11 min 44 s 57 (904)  | 5216  |
| 27                 | Monica Pinette          | Canada       | 187 (1180)      | 11 (664)                | 2 min 29 s 95 (1124) | 67 s 88 (1144)         | 11 min 00 s 45 (1080) | 5192  |
| 28                 | Marlene Sánchez         | Mexique      | 186 (1168)      | 17 (808)                | 2 min 27 s 39 (1152) | 92 s 47 (1020)         | 11 min 18 s 11 (1008) | 5156  |
| 29                 | Eva Trautmann           | Allemagne    | 168 (952)       | 9 (616)                 | 2 min 17 s 17 (1276) | 80 s 46 (1024)         | 10 min 40 s 25 (1160) | 5028  |
| 30                 | Omnia Fakhry            | Égypte       | 186 (1168)      | 17 (808)                | 2 min 15 s 72 (1292) | 102 s 51 (776)         | 11 min 32 s 10 (952)  | 4996  |
| 31                 | Kara Grant              | Canada       | 178 (1072)      | 15 (760)                | 2 min 45 s 26 (940)  | 67 s 27 (1060)         | 10 min 44 s 45 (1144) | 4976  |
| 32                 | Sara Bertoli            | Italie       | 174 (1024)      | 13 (712)                | 2 min 21 s 92 (1220) | 107 s 07 (872)         | 10 min 48 s 46 (1128) | 4956  |
| 33                 | Yun Cho-Rong            | Corée du Sud | 166 (928)       | 16 (784)                | 2 min 22 s 88 (1208) | 71 s 57 (1060)         | 11 min 47 s 30 (892)  | 4872  |
| 34                 | Rita Sanz-Agero         | Guatemala    | 171 (988)       | 7 (568)                 | 2 min 29 s 41 (1128) | 68 s 38 (1116)         | 11 min 09 s 98 (1044) | 4844  |
| 35                 | Angie Darby             | Australie    | 164 (904)       | 12 (688)                | 2 min 35 s 59 (1056) | 67 s 23 (1172)         | 11 min 21 s 96 (996)  | 4816  |
| 36                 | Lada Jienbalanova       | Kazakhstan   | 170 (976)       | 15 (760)                | 2 min 19 s 13 (1252) | 142 s 90 (748)         | DNS (0)               | 3736  |

## Source de la traduction
- (en) Cet article est partiellement ou en totalité issu de l’article de Wikipédia en anglais intitulé « Modern pentathlon at the 2008 Summer Olympics – Women's » (voir la liste des auteurs).